# Eixo
Eixo ist ein Ort und eine ehemalige Gemeinde (Freguesia) im portugiesischen Kreis (Concelho) von Aveiro. In der Gemeinde lebten 5533 Einwohner (Stand 30. Juni 2011).

## Geschichte
Erstmals erwähnt wurde Eixo 1050. Im 12./13. Jahrhundert wurde es Sitz eines eigenen Kreises. König D.Manuel I. gab dem Ort 1516 neue Stadtrechte. Im Zuge der verschiedenen Verwaltungsreformen nach der Liberalen Revolution 1822 wurde der Kreis Eixo erweitert, um Mitte des 19. Jahrhunderts dann aufgelöst und Aveiro angegliedert zu werden. 1989 wurde Eixo zur Vila (Kleinstadt) erhoben.
Am 29. September 2013 wurden die Gemeinden Eixo und Eirol zur neuen Gemeinde Eixo e Eirol zusammengefasst. Eixo ist Sitz dieser neu gebildeten Gemeinde.